# Gesellschaft für Archäologie in Baden-Württemberg
Die Gesellschaft für Archäologie in Baden-Württemberg e. V., bis 2025 Gesellschaft für Archäologie in Württemberg und Hohenzollern, ist mit rund 3500 Mitgliedern (Stand: 2025) einer der größten archäologischen Vereine in Deutschland und in Baden-Württemberg ein Interessenverband für die Belange der Bodendenkmalpflege.

## Geschichte
Am 10. Dezember 1963 wurde die Gesellschaft für Vor- und Frühgeschichte in Württemberg und Hohenzollern im Alten Schloss in Stuttgart gegründet und vier Wochen später in das Vereinsregister eingetragen. Damaliger Initiator und Mitbegründer war der deutsche Prähistoriker Hartwig Zürn. Der heutige Partner der archäologischen Denkmalpflege entstand aus der Grundintention, der Landesarchäologie in der Öffentlichkeit mehr Stimme zu geben. Vorsitzender im Gründungsvorstand war Siegfried Junghans. Im Jahr 1969 folgte ihm in dieser Funktion Wolfgang Kimmig. 1989 übernahm Dieter Planck den Vorsitz, nachdem er bereits seit 1974 als Geschäftsführer der Gesellschaft fungiert hatte. Vorsitzender ist seit 2014 der Präsident des Landesamts für Denkmalpflege, Claus Wolf. Ehrenvorsitzender war bis zu seinem Tod im Jahr 2025 der langjährige Vorsitzende Dieter Planck.
2003 wechselte der Sitz der Gesellschaft von Stuttgart nach Esslingen am Neckar. Auf der Mitgliederversammlung im Jahr 2007 wurde eine Namensänderung beschlossen, die der allgemeinen Tendenz folgt, den Begriff der „Vor- und Frühgeschichte“, mit dem die breite Masse kaum noch etwas anzufangen vermag, durch „Archäologie“ zu ersetzen. In den Jahren zuvor waren bereits zunehmend Themen der Archäologie des Mittelalters und der Neuzeit bei Veranstaltungen der Gesellschaft aufgegriffen worden. Die neue Bezeichnung lautete Gesellschaft für Archäologie in Württemberg und Hohenzollern e. V.
Die Zahl der Mitglieder nahm zu, so dass ein vielfältiges Programm bestehend aus Vorträgen und Vortragsreihen, Tagungen, Kolloquien, Ausstellungsbesuchen, Studienfahrten und Auslandsexkursionen, sowie Lehrgrabungen geschaffen wurde.
Seit dem Jahr 2000 ist die Gesellschaft Mitstifterin für den Archäologie-Preis Baden-Württemberg, der alle zwei Jahre verliehen wird.
Im Jahr 2010 hat die Gesellschaft zusammen mit dem ehemaligen Förderkreis Archäologie in Baden e. V. die Förderstiftung Archäologie in Baden-Württemberg gegründet. Ziel und Zweck der Stiftung sind, durch kleinere und größere Beträge archäologische Forschungen im Lande und deren Präsentation zu unterstützen. Die Stiftung will an den Stellen helfen, an denen die staatliche Förderung oder die Förderung durch kommunale Einrichtungen nicht ausreicht, insbesondere auch zur wissenschaftlichen Auswertung und Publikation der Ergebnisse für die breitere Öffentlichkeit.
Im Jahr 2013 feierte die Gesellschaft ihr 50-jähriges Bestehen. Zum Jubiläum erschien die Publikation Meilensteine der Archäologie in Württemberg – Ausgrabungen aus 50 Jahren.
Von 2014 bis 2020 war die Gesellschaft für Archäologie in Württemberg und Hohenzollern Trägerin des Freilichtmuseums Heuneburg. Die Trägerschaft ist durch Beschluss des Landes Baden-Württemberg im Jahr 2020 durch „Staatliche Schlösser und Gärten Baden-Württemberg“ (SSG) übernommen worden.
Ende 2023 richtete die Gesellschaft zum 60-jährigen Bestehen ein Fest-Kolloquium an ihrem Gründungsort Stuttgart aus, das sich ebenso wie die Jubiläumsausgabe des Mitteilungsblattes den „Ausgrabungen der Jahre 2013 bis 2023“ widmete. Vor diesem Hintergrund unterstrich das Landesamt für Denkmalpflege die jahrzehntelange erfolgreiche Zusammenarbeit mit der Gesellschaft und die besondere Bedeutung des Ehrenamts für die archäologische Denkmalpflege.
Am 22. März 2025 wurde im Archäologischen Landesmuseum Konstanz von Mitgliedern und Vorständen der zwei landesarchäologischen Vereine Förderkreis Archäologie in Baden und Gesellschaft für Archäologie in Württemberg und Hohenzollern die Zusammenführung als Gesellschaft für Archäologie in Baden-Württemberg e. V. beschlossen.

## Ziele
Ziel der Gesellschaft für Archäologie ist nach eigenen Angaben die Förderung von Wissenschaft und Forschung zur Archäologie in Baden-Württemberg sowie die Erhaltung archäologischer Kulturdenkmale. Seit seiner Gründung fokussiert sich der Verein daher darauf, die Arbeit der archäologischen Denkmalpflege zu fördern und einer breiten Öffentlichkeit bekannt zu machen. Er verfolgt satzungsgemäß ausschließlich und unmittelbar gemeinnützige Zwecke. Dieser Zielsetzung dienen neben einem breiten Spektrum an Veranstaltungen beispielsweise auch die Durchführung oder finanzielle Unterstützung von Sonderausstellungen sowie die gesellschaftseigenen Publikationen und Fachbücher zur baden-württembergischen Landesarchäologie, die u. a. über den Webshop der Gesellschaft erworben werden können.

## Aktivitäten
Zum Jahresprogramm der Gesellschaft für Archäologie gehören wechselnde Vortragsreihen, die meist in Kooperation mit weiteren Partnern wie z. B. dem Landesmuseum Württemberg, dem Arbeitskreis Archäologie in Schwäbisch Gmünd oder dem Keltenmuseum Hochdorf/Enz stattfinden. Schwerpunkte der Vortragsreihen bilden aktuelle Themen und Ergebnisse der Landesarchäologie oder thematisch an Sonderausstellungen ausgerichtete Inhalte.
Tagesexkursionen führen zu Zielen in Baden-Württemberg und angrenzenden Bundesländern. Diese, wie auch die mehrtägigen Studienfahrten ins In- und Ausland, stehen  unter der wissenschaftlichen Leitung anerkannter Fachleute. Es werden archäologische Denkmale, aktuelle Ausgrabungen und Ausstellungen besucht.
Seit 1964 finden Jahrestagungen an wechselnden Orten in den Regionen Nordwürttemberg, Südwürttemberg oder dem Großraum Stuttgart statt. Die ein- oder mehrtägigen Veranstaltungen mit Fachvorträgen, Mitgliederversammlung und archäologischen Exkursionen in die Umgebung des Tagungsortes erfahren dabei durch Grußworte der Politik und durch die Presse regionsweite Beachtung. Die Gründung der Arbeitsgemeinschaft zur Förderung der Landesarchäologie im Jahre 1992 zusammen mit dem ehemaligen Förderkreis Archäologie in Baden bildete den Auftakt dazu, die Jahrestagungen beider Vereine in Abständen von drei Jahren gemeinsam als Tag der Archäologie an ausgewählten Orten in ganz Baden-Württemberg auszurichten.
Seit 1988 werden von der Gesellschaft zusammen mit dem Landesamt für Denkmalpflege Lehrgrabungen angeboten, die oft in laufende Forschungsgrabungen in Württemberg wie beispielsweise an der Heuneburg eingebunden sind. Dabei haben die Teilnehmer Gelegenheit, unter professioneller Anleitung selber auszugraben.
Seit 2020 unterstützt die Gesellschaft sogenannte Ehrenamtsprojekte in Kooperation mit dem Landesamt für Denkmalpflege und Universitäten. Für diese mehrjährigen Forschungsgrabungen mit Ehrenamtlichen und Freiwilligen stellt sie die technische Infrastruktur zur internen Kommunikation und Einsatzplanung der Teilnehmenden zur Verfügung, die von der Prospektion bis über die Grabung und Fundbearbeitung in alle Aktivitäten eingebunden werden.

## Organe der Gesellschaft
Die Organe der Gesellschaft sind die einmal jährlich tagende Mitgliederversammlung, der Vorstand und ein Beirat. Der Vorstand besteht aus insgesamt sechs Mitgliedern und wird von der Mitgliederversammlung für fünf Jahre gewählt. Er besteht aus dem Vorsitz und einer ersten und zweiten Stellvertretung. Dem Gesamtvorstand gehören mindestens je ein Vertreter oder eine Vertreterin des Landesamtes für Denkmalpflege, der archäologischen Museen, des archäologischen Ehrenamts und der archäologischen Disziplin einer Universität im Land an. Dem Beirat gehören mindestens sechs aber höchstens zwölf Personen an, die jeweils für fünf Jahre durch die Mitgliederversammlung gewählt werden. Von diesen sollen mindestens drei Facharchäologen bzw. Facharchäologinnen oder Vertretende eines naturwissenschaftlichen Faches sein. Die Geschäftsführung ist zuständig für die laufenden Geschäfte der Gesellschaft, ohne Mitglied im Vorstand zu sein.

## Ehrenmedaille in Silber
Seit ihrem Jubiläumsjahr zum 50-jährigen Bestehen 2013 vergibt die Gesellschaft in unregelmäßigen Abständen eine Ehrenmedaille in Silber. Sie würdigt damit Einzelpersonen für ihre besonderen Verdienste und ihren Einsatz für die Gesellschaft. Erster Empfänger war 2013 Manfred Schröder, Gründungsmitglied des Vereins im Jahre 1963. 2016 wurde sie dem ehemaligen Vorstandsmitglied Rotraut Wolf anlässlich ihres achtzigsten Geburtstages überreicht. Mit Dieter Planck erhielt 2023 der ehemalige Vorsitzende und aktuelle Ehrenvorsitzende der Gesellschaft diese Auszeichnung für seine Verdienste um die Gesellschaft und die Förderung des Ehrenamtes.

## Logo
Die grafisch aufbereitete Umzeichnung einer stilisierten Maske im Logo der Gesellschaft für Archäologie stammt von der Henkelattasche einer bronzenen Schnabelkanne aus der Zeit um ca. 430 v. Chr. Dargestellt ist ein Faun oder Satyr wahrscheinlich nach etruskischem Vorbild, dessen geschwungene Locken typische Merkmale frühkeltischer Kunst sind. Gefunden wurde die Bronzekanne 1879 in Asperg, Krs. Ludwigsburg in der Nebengrabkammer des Kleinaspergle, ausgegraben und archäologisch untersucht durch Oscar Fraas. Das Original befindet sich heute in der archäologischen Sammlung des Landesmuseums Württemberg in Stuttgart und ist Teil der Schausammlung „Wahre Schätze“.

## Publikationen
- Archäologische Ausgrabungen in Baden-Württemberg – Jahrbuch seit 1981. Herausgegeben vom Landesamt für Denkmalpflege Baden-Württemberg im Regierungspräsidium Stuttgart, der Gesellschaft für Archäologie in Württemberg und Hohenzollern und dem Förderkreis Archäologie in Baden[29]
- Reihe Porträt Archäologie[30]
- Reihe Die Limesreihe – Schriften des Limesmuseums Aalen[31]
- Sonder- und Einzelpublikationen[32] wie z. B. Die Heuneburg – Älteste Stadt nördlich der Alpen (2017), DIE HEUNEBURG – Ein Fenster in die Keltenzeit (2019) ein immerwährender Kalender mit 12 Monatsblättern, Zweiteilige Chronologietabelle Zeitleiste zur kulturellen Abfolge im württembergischen Landesteil (2020 und 2021) mit kulturgeschichtlichen Vergleichsdaten etc.
- Mitteilungsblatt der Gesellschaft für Archäologie[33] – 2 Ausgaben pro Jahr[34]